# وازه‌خوا
وازه‌خوا (به لاتین: Wazakhwa) یا مرجان یک منطقهٔ مسکونی در افغانستان است که در ولایت پکتیکا واقع شده‌است. وازه‌خوا ۲٬۳۲۷ متر بالاتر از سطح دریا واقع شده‌است.